# Форест (Луизијана)
Форест (енгл. Forest) град је у америчкој савезној држави Луизијана.

## Демографија
По попису из 2010. године број становника је 355, што је 80 (29,1%) становника више него 2000. године.
| Група             | 2000.       | 2010.       |
| Белци             | 259 (94,2%) | 308 (86,8%) |
| Афроамериканци    | 5 (1,8%)    | 3 (0,8%)    |
| Азијати           | 0 (0,0%)    | 5 (1,4%)    |
| Хиспаноамериканци | 11 (4,0%)   | 32 (9,0%)   |
| Укупно            | 275         | 355         |